# Abasha
Abasha (em georgiano:  აბაშა) É uma villa no oeste Geórgia com uma população de 4.941. Está situada entre os rios de Abasha e Noghela, a 23 metros acima do nível do mar e está localizada 283 km (176 mi) a oeste de Tbilisi. O assentamento de Abasha adquiriu o status de uma vila em 1964 e atualmente funciona como um centro administrativo da municipalidade de Abasha dentro da região Mingrélia-Alta Suanécia. A sede do georgiano ortodoxo Eparquia de Chkondidi também está localizada em Abasha.
Sua história moderna está principalmente associada a uma experiência econômica ressonante soviética - experiência introduzida pelo chefe do partido georgiano comunista Eduard Shevardnadze na década de 70. Em 1971, Shevardnadze agrupou todas as instituições agrícolas regionais, incluindo o colcoz, em uma única associação de gestão. Ao mesmo tempo, aqueles que trabalharam na terra receberam preferências materiais e financeiras. A iniciativa facilitou a iniciativa local e a coordenação e levou a um rápido aumento da produção agrícola no anteriormente bem pobre distrito de Abasha. Tinha sido a primeira empresa privada na União Soviética desde Lênin. No início da década de 80, o "experimento de Abasha" foi expandido, com diferentes graus de sucesso, para outras regiões da Geórgia.

## Pessoas de Abasha

Municipalidade de Abasha

- Konstantine Gamsakhurdia (1893–1975), Um escritor georgiano
- Akaki Khoshtaria (1873–1932), Um empreendedor georgiano, socialite e filantropo
- Radish Tordia (born 1936), Um pintor georgiano